# Твртко Ковачевић
Твртко Ковачевић (?? — 1463) био је српски кнез, а потом и војвода из властелинске породице Дињичић која је имала своје посједе у источним дјеловима краљевине Босне, облашћу Јадра, син је Ковача Дињичића.
Петра је налиједио брат Твртко који је владао Јадром као кнез од 1439. до 1461. године. Од тада се помиње као војвода. У акцији 1458. године Стефан Томаш заузима Сребреницу и околних једанаест тврђава, у овом походу Дињичићима је припало 4 утврђења. Војвода Твртко Ковачевић, је настрадао у налету Османлија 1463. године.